# 頻率偏移調變

BFSK實例，从上至下依次为数据、载波和调制后信号

頻率偏移調變，又稱頻率鍵移（FSK，Frequency-Shift Keying ）是一種利用頻率差異的訊號來傳送資料的調變方式。最常見的FSK為二進制FSK（BFSK，binary FSK，或称2FSK）。BFSK用兩個離散的頻率分别代表不同的二進制訊號（0和1），四进制頻移鍵控则称QFSK。
{\displaystyle \Delta f=|f_{max}-f_{min}|+2f_{s}\,}
其中，{\displaystyle \Delta f}为频帶宽度，{\displaystyle f_{s}}为原始信号带宽
中心载频{\displaystyle f_{c}}
{\displaystyle f_{c}={\frac {f_{min}+f_{max}}{2}}\,}

## 解调
可分為同調解調（Coherent Demodulation）與非同調解調（Noncoherent Demodulation）兩種。前者需要估計載波之相位，後者則否。